# Famiglia di Dario ai piedi di Alessandro
La famiglia di Dario ai piedi di Alessandro è un dipinto a olio su tela (1565–1570) realizzato da Paolo Veronese. Ritrae Alessandro Magno con la famiglia di Dario III, l'imperatore persiano sconfitto in battaglia. È conservato nella National Gallery di Londra dal 1857.

## Descrizione
Nel 333 a.C. Alessandro sconfisse Dario III, l'ultimo Gran re dell'impero Achemenide, nella battaglia di Isso. Dario scampò alla cattura, ma sua moglie (e sorella) Statira I, sua madre, Sisigambi, e le sue figlie Statira II e Dripetide furono fatte prigioniere. Alessandro fu clemente con loro, come narra Plutarco.
Il dipinto rappresenta l'incontro di Alessandro con la famiglia reale di Dario, e si concentra su un episodio riguardante Sisigambi, madre di Dario, riportato da vari storici, quali Arriano, Valerio Massimo e Curzio Rufo. Secondo i loro convergenti resoconti, Alessandro andò dalle dame accompagnato da Efestione, suo condottiero e amico intimo dall'infanzia. Sisigambi confuse Efestione con Alessandro, e si inginocchiò di fronte a lui per implorare clemenza. Quando l'errore fu scoperto, Alessandro dichiarò che "Anche Efestione era Alessandro".
La composizione del dipinto conserva l'ambiguità alla base dell'errore della madre di Dario. Si ritiene che Alessandro sia il giovane in rosso mentre Efestione è il giovane con l'armatura.
Com'era nella sua consuetudine, l'episodio storico viene trasposto dal Caliari all'interno di una maestosa architettura palladiana anziché nella tenda di Dario dove si sarebbe svolto secondo gli storici. così come i costumi dei personaggi sono magnifici ed accuratissimi esempi della moda veneziana del Cinquecento Molti sostengono che fra i personaggi rappresentati vi siano ritratti alcuni contemporanei di Veronese. In particolare potrebbero esservi ritratti componenti della famiglia Pisani che commissionò il dipinto
È l'unica opera menzionata da Goethe durante la sua visita a Venezia nel 1786, quando lo ammirò nel corso del soggiorno a Palazzo Pisani Moretta.
Fu acquistato dalla famiglia Pisani che ancora lo conservava nel palazzo veneziano dalla National Gallery di Londra nel 1857 dopo quattro anni di trattative, sborsando la cifra di 13.650 sterline. Il prezzo rappresentava per l'epoca una somma esorbitante, tanto che fu oggetto di dibattimento alla Camera dei Comuni.
Il critico d'arte inglese John Ruskin lo descrisse come "il più prezioso Veronese del mondo."